# Paratettix crassus
Paratettix crassus är en insektsart som beskrevs av Sjöstedt 1936. Paratettix crassus ingår i släktet Paratettix och familjen torngräshoppor. Inga underarter finns listade i Catalogue of Life.